# 檢察官愛麗絲
《檢察官愛麗絲》（：／）為韓國在線影音網站NAVER tvcast自2015年10月19日起播出的網路電視劇，講述了描写食品医药品安全处（食藥處）的檢察官，因追查连续犯下多起危害食品、医药品的罪犯时所展开的故事。因反應良好加推續集《檢察官愛麗絲2》。

## 演員列表
- 金南珠：千妍珠，食藥處檢察官，鄭Leo後輩，與金智淑同居
- 趙東赫：鄭Leo，食藥處檢察官，千妍珠前輩
- Lady Jane：金智淑，食藥處研究員，負責檢驗分析，與千妍珠同居
- 池承炫：Red鄭，名廚，但先後犯下多起危害食品、醫藥品案件

## 各集標題
- 第一集：不要拿食物開玩笑！
- 第二集：不要拿食物開玩笑！Ⅱ
- 第三集：減肥的陷阱！
- 第四集：減肥的陷阱！Ⅱ
- 第五集：辣椒醬的誘惑！
- 第六集：辣椒醬的誘惑！Ⅱ
- 第七集：危險的愛麗絲！
- 第八集：危險的愛麗絲！Ⅱ

## 外部連結
- 官方网站
- 檢察官愛麗絲的NAVER tvcast頻道